# کارل بریسون
کارل بریسون (انگلیسی: Carl Brisson؛ ۲۴ دسامبر ۱۸۹۳ – ۲۵ سپتامبر ۱۹۵۸) بازیگر اهل دانمارک بود. 
از فیلم‌هایی که وی در آن نقش داشته است، می‌توان به شیپ کافه، اهل جزیره من و رینگ اشاره کرد.